# Joaquim Coll Espona
Joaquim Coll Espona (Barcelona, 1934 - 1998) va ser un director de cinema barceloní, actiu durant la transició espanyola. Va debutar com a director de cinema el 1957 amb el curtmetratge Asesino en acción. Durant la dècada del 1970 va dirigir algunes comèdies de destape protagonitzades per còmics catalans com Cassen i Josep Sazatornil, algunes d'elles doblades al català, alhora que dirigia alguns documentals basats en l'art romànic català o el Pirineu. Fou un dels fundadors del Col·legi de Directors de Cinema de Catalunya.

## Filmografia
- Las correrías del Vizconde Arnau (1974)
- Los casados y la menor (1975)
- Las camareras (1976)
- Las locuras de Jane (1978)
- El feixista, la beata i la filla desflorada (1979)
- El feixista, la pura i el merder de l'escultura (1983)
- La gran travessa (1983)[3]